# Paromalus leleupi
Paromalus leleupi är en skalbaggsart som beskrevs av Wenzel 1976. Paromalus leleupi ingår i släktet Paromalus och familjen stumpbaggar. Inga underarter finns listade i Catalogue of Life.